# Walid Chalidi
Walid Chalidi (arab. ‏وليد خالدي‎; ur. 1925 w Jerozolimie) – palestyński historyk, profesor, specjalizujący się w tematyce eksodusu Palestyńczyków w 1948 roku, wojny domowej w Palestynie (1947–1948) oraz I wojny izraelsko-arabskiej. Pracował na Uniwersytecie Amerykańskim w Bejrucie i Uniwersytecie Harvarda.